# Sladkovo
Sladkovo (in russo Сладково?) è un villaggio della Russia asiatica nell'oblast' di Tjumen'; è il centro amministrativo del rajon Sladkovskij.
Si trova tra due laghi, 400 km a sud-est di Tjumen'.